# Игиата
Игиата̀ (на руски: Ыгыатта̀) е река в Азиатската част на Русия, Източен Сибир, Република Якутия (Саха), ляв приток на Вилюй. Дължината ѝ е 601 km, която ѝ отрежда 132-ро място по дължина сред реките на Русия.
Игиата води началото си от югоизточната част на Вилюйското плато, разположено в централната част на Средносибирското плато, на 455 m н.в., в западната част на Република Якутия (Саха). Горното течение на реката е разположена на Вилюйското плато, а средното и долното – в западната част на Централноякутската равнина. Долината на реката в горното течение е слабо изразена, с ширина от 100 до 500 m, като се редуват езеровидни разширения със заблатена заливна тераса и относително тесни участъци. В средното течение реката пресича райони изградени от варовикови скали. Ширината на корито достига до 30 m и е с множество меандри по обширната (до 500 m) заливна тераса. В долното течение долината, руслото на реката и нейната заливна тераса са разположени сред дебели алувиални наслаги. В най-долното течение долината на Игиата става много широка, заливната тераса достига до 1-2 km, руслото – до 60-70 m и стотици меандри, малки езера, старици и ръкави. Влива отляво в река Вилюй, при нейния 633 km, на 100 m н.в., при село Игиата, Република Якутия (Саха).
Водосборният басейн наИгата има площ от 11,2 хил. km2, което представлява 2,47% от водосборния басейн на река Вилюй и се простира в западната част на Република Якутия (Саха).
Границите на водосборния басейн на реката са следните:
- на североизток – водосборния басейн на река Марха, ляв приток на Вилюй;
- на югозапад – водосборните басейни на реките Холомолох-Юрях, Огогут и други по-малки, леви притоци на Вилюй.

Река Игиата получава над 40 притока с дължина над 15 km, но само един от тях е с дължина над 100 km: река Ертюкян (ляв, 134 km, 1110 km2), вливаща се при 126 km.
Подхранването на реката е смесено, като преобладава снежното. Режимът на оттока се характеризира с кратки и високи пролетни води (нивото може да се повиши до 8 m) и продължително лятно-есенно маловодие, прекъсвано от епизодични големи прииждания в резултат от поройни дъждове. Среден многогодишен отток в долното течение 18,5 m3/s, което като обем представлява 0,584 km3/год., максимален 646 m3/s, минимален 0,13 m3/s. Река Игиата замръзва в средата на октомври и се размразява в края на май, като в отделни много дтудени зими замръзва до дъно.
По течението на река Игиата няма постоянни населени места